# Piper venamoense
Piper venamoense är en pepparväxtart som beskrevs av J.A. Steyermark. Piper venamoense ingår i släktet Piper och familjen pepparväxter. Inga underarter finns listade i Catalogue of Life.